# Fedotove, Romnî
Fedotove (în ucraineană Федотове) este un sat în comuna Volodîmîrivka din raionul Romnî, regiunea Sumî, Ucraina.

## Demografie
Componența lingvistică a localității Fedotove
     Ucraineană (100%)
Conform recensământului din 2001, toată populația localității Fedotove era vorbitoare de ucraineană (100%).